# César Martín
César Martín Villar (Oviedo, 3 april 1977) - voetbalnaam César - is een Spaans betaald voetballer die bij voorkeur als verdediger speelt. Hij verruilde in 2009 Hércules CF voor CD Castellón. In augustus 1999 debuteerde hij in het Spaans voetbalelftal.

## Clubvoetbal
César begon zijn profloopbaan in 1994 bij Real Oviedo uit zijn geboorteplaats. In 1999 werd hij gecontracteerd door Deportivo de La Coruña, waarmee de verdediger in 2000 de Spaanse landstitel en in 2002 de Copa del Rey won.  Na een teleurstellende seizoen 2005/2006 wilde de clubleiding van Deportivo in de zomer van 2006 het elftal vernieuwen en César was een van de spelers de club verliet. Hij koos voor Bolton Wanderers, waar zijn landgenoot Iván Campo al enkele jaren speelde. Zijn periode in Engeland werd geen succes en César keerde in 2007 terug naar Spanje om bij Hércules CF te gaan spelen.

### Statistieken
| Seizoen   | Club                   | Wedstrijden | Doelpunten | Competitie       |
| --------- | ---------------------- | ----------- | ---------- | ---------------- |
| 1994-1999 | Real Oviedo            | 101         | 6          | Primera División |
| 1999-2006 | Deportivo de La Coruña | 86          | 1          | Primera División |
| 2006-2007 | UD Levante             | 3           | 0          | Primera División |
| 2007      | Bolton Wanderers       | 1           | 0          | Premier League   |

## Nationaal elftal
César speelde twaalf interlands voor het Spaans nationaal elftal, waarin hij driemaal scoorde. Hij debuteerde op 18 augustus 1999 tegen Polen. César behoorde tot de Spaanse selectie voor het Europees kampioenschap 2004 in Portugal, maar de verdediger kwam op dit toernooi niet in actie. Een oefenwedstrijd tegen Andorra voorafgaand aan het EK op 5 juni 2006 was uiteindelijk zijn laatste interland.
1 Cañizares ·
2 Capdevila ·
3 Marchena ·
4 Albelda ·
5 Puyol ·
6 Helguera ·
7 Raúl  ·
8 Baraja ·
9 Torres ·
10 Morientes ·
11 Luque ·
12 Gabri ·
13 Aranzubia ·
14 Vicente ·
15 Bravo ·
16 Alonso ·
17 Etxeberria ·
18 César ·
19 Joaquín ·
20 Xavi ·
21 Valerón ·
22 Juanito ·
23 Casillas ·
Coach: Sáez